# Khanat
Khanat är en politisk entitet styrd av en khan. Begreppet är historiskt vanligt förekommande särskilt bland mongoler och turkfolk. Ett khanat kan motsvara olika nivåer av politiskt inflytande och intern struktur, från hövdingadöme och furstendöme till kungadöme och kejsarrike. Termen khaganat används för ett område styrt av en khagan, en titel som, med betydelsen "khanernas khan", stundom, men inte alltid, innebar större makt än den som tillföll en khan.

## Khanat före Mongolväldet
- Göktürkkhaganatet, det första stora turkiska riket, med centrum i nuvarande Mongoliet (se även Orchoninskrifterna);
- Västturkiska khaganatet, Göktürkkhaganatets västliga arvstat på 600-talet;
- Avarkhaganatet, avarernas rike;
- Khazarkhaganatet, khazarernas rike;
- Ruskhaganatet, ett icke belagt khaganat som ruserna skulle ha upprättat i 700-talets Östeuropa;
- Kimekkhanatet, kimekernas rike i Centralasien, 743-1050;
- Liaodynastin (907-1125), som härskade över territorier som idag tillhör Kina, Mongoliet Nordkorea, Ryssland och Kazakstan;
- Jindynastin (1115–1234), som härskade över delar av norra och nordöstra Kina.

## Mongoliska khanat
Efter inbördeskriget mellan Khubilai khan och Arik Boke delades Mongolriket upp i självständiga khanat. De fyra största var storkhans rike i Kina (Yuandynastin), Gyllene horden (även kallat Kiptjakkhanatet) i Östeuropa, Ilkhanatet i Persien och Tjagataikhanatet i Centralasien.

## Senare khanat
- Sibirkhanatet, beläget i västra Sibirien (åt vilket det gav sitt namn).
- Avarkhanatet, de kaukasiska avarernas rike, från 1200-talet till 1800-talet.
- Kazankhanatet, mongoliskt khanat med centrum i Kazan som uppstod på 1430-talet och erövrades av Ryssland år 1552.
- Krimkhanatet, det krimtatariska khanatet på Krim 1441-1783.
- Astrachankhanatet, ett tatarisk khanat med centrum i Astrachan från 1400-talet till 1500-talet.
- Kazakkhanatet, kazakiskt khanat 1456-1731.
- Uzbekkhanatet kallas tre stater i nuvarande Uzbekistan från 1400-talet till 1800-talet.
- Bucharakhanatet, med centrum i Buchara, 1500-1785.
- Chivakhanatet, med centrum i Chiva, 1515-1920.
- Kokandkhanatet, med centrum i Kokand, 1709-1876.
- Karakitajkhanatet (även Karakitankhanatet)
- Karakanidkhanatet
- Timuridkhanatet kallas stundom Timur Lenks arvstat.
- Kalatkhanatet, med centrum i Kalat;
- Den senare Jindynastin, senare omdöpt till Qingdynastin (1616-1912).

Bland tatariska khanat under rysk överhöghet märks: 
- Qasimkhanatet runt staden Kasimov från 1452 till 1681.
- Kalmykkhanatet, grundat cirka 1632 av torguterna, en gren av de mongoliska ojraterna, vid nedre Volga.
- Den nomadiska stat som år 1801 grundades som Inre horden (även kallad Buqeihorden) mellan floderna Volga och Ural, bestående av omkring 5 000 kazakiska familjer tillhöriga den yngre zjüz-stammen under en sultan, som från år 1812 lät kalla sitt rike Inre hordens khanat; det avskaffades 1845.
- Nogaikhanatet
- Khanatet Tuva nära Yttre Mongoliet.

Khanat i Turkestan:
- Det dzungariska khanatet, Dzungarkhanatet, i Dzungariet, grundat 1626. Det inkluderade som mest Xinjiang, Kirgizistan, östra Kazakstan och västra Mongoliet. Från 2 december 1717 till 1720 låg Tibet i protektoratställning. År 1755 sattes khanatet i tributställning till Kina, 1756 annekterades det och året därpå upplöstes det.
- Kashgarkhanatet, grundat 1514 som en del av Tjagataikhanatet. [1] På 1600-talet uppdelades det i flera mindre khanat; den egentliga makten låg hos khwaja, islamiska ledare. Härskartiteln ändrades till Amir Khan år 1873; år 1877 annekterades området av Kina.

Khanat i Kaukasien och Mellanöstern, tidvis under persisk överhöghet:
- Karabachkhanatet i Karabach, 1747-1822.
- Nachitjevankhanatet i Nachitjevan, 1747-1828.
- Jerevankhanatet, med centrum i Jerevan, 1747-1828.
- Bakukhanatet, med centrum i Baku, 1747-1806.
- Qubakhanatet, med centrum i Quba, 1747-1806.
- Gjandzjakhanatet, med centrum i Gjandzja (Gəncə).
- Sjirvankhanatet i regionen Sjirvan i nuvarande Azerbajdzjan.
- Sjakikhanatet, med centrum i Sjaki (Şəki), 1743-1819.
- Tabrizkhanatet, med centrum i Tabriz.
- Talysjkhanatet (jämför talysjer).
- Churkhanatet